# نوبورو سوغيموتو
نوبورو سوغيموتو (مواليد 6 أبريل 1914) هو سبّاح ياباني، مثّل بلاده في الألعاب الأولمبية الصيفية 1932.

## روابط خارجية
نوبورو سوغيموتو على موقع الاتحاد الدولي للسباحة (الإنجليزية)
- نوبورو سوغيموتو على موقع أوليمبيديا (الإنجليزية)